# Andrena clarkella
Andrena clarkella – gatunek samotnej pszczoły z rodziny pszczolinkowatych. Ma szeroki zasięg: w Europie głównie na północy, na wschodzie sięgając aż do Rosji, w Turcji, a także w Ameryce Północnej.
Wygląd samicy jest dość charakterystyczny. To pszczoła średniej wielkości, o masywnej budowie. Włoski na wierzchu tułowia są u osobników świeżo po wyjściu z gniazda rudobrązowe (później mogą płowieć), natomiast boki tułowia, głowa i odwłok owłosione są czarno. Szczoteczka na tylnej goleni służąca do zbierania pyłku jest żółtopomarańczowa, podobnie jak sama goleń i stopa. Samce, szczególnie starsze, są trudniejsze do odróżnienia od podobnych gatunków niż samice.
Gatunek wczesnowiosenny. Podobnie jak wszystkie pszczolinki, gniazduje w ziemi, w samodzielnie wykopanych przez siebie norkach. Tworzy agregacje gniazd. Oligolektyczna, samice zbierają pyłek z kwiatów wierzb. Samice mogą spędzać poza gniazdem, zbierając pokarm, aż 95 minut.

Pasożytem gniazdowym jest Nomada leucophthalma. Wydzielina gruczołów Dufoure’a samic A. clarkella jest w swoim składzie podobna do substancji wytwarzanych przez samce N. leucophthalma (obie jako główny składnik zawierają oktanian geranylu). Podobny skład chemiczny substancji wydzielanych przez samice pszczolinek i samce ich pasożytów gniazdowych z rodzaju Nomada był opisywany również u innych par gatunków. Przypuszczalnie substancja zapachowa jest przekazywana samicy przez samca pasożyta gniazdowego i ułatwia mu wniknięcie do gniazda gospodarza.

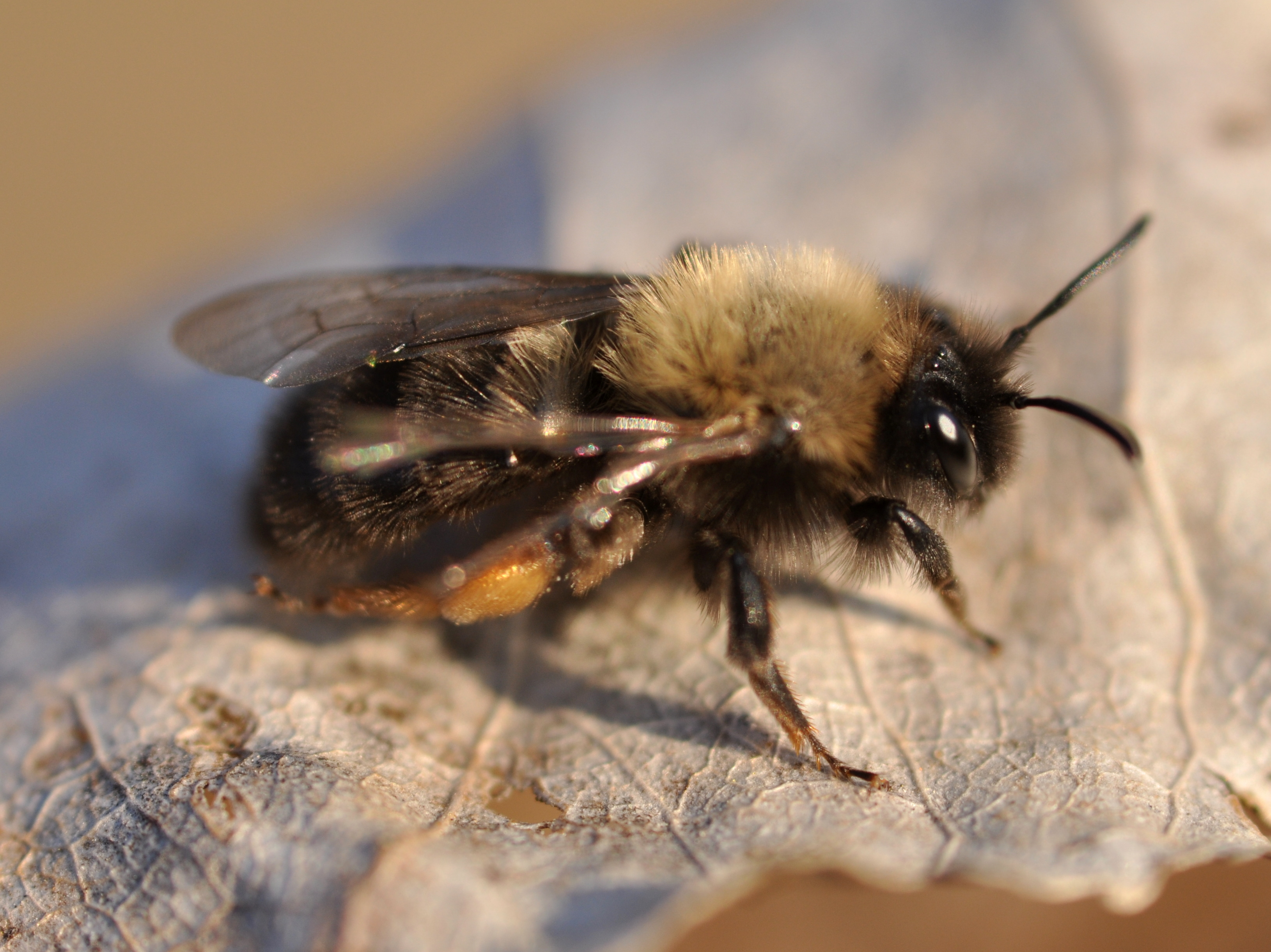
Samica
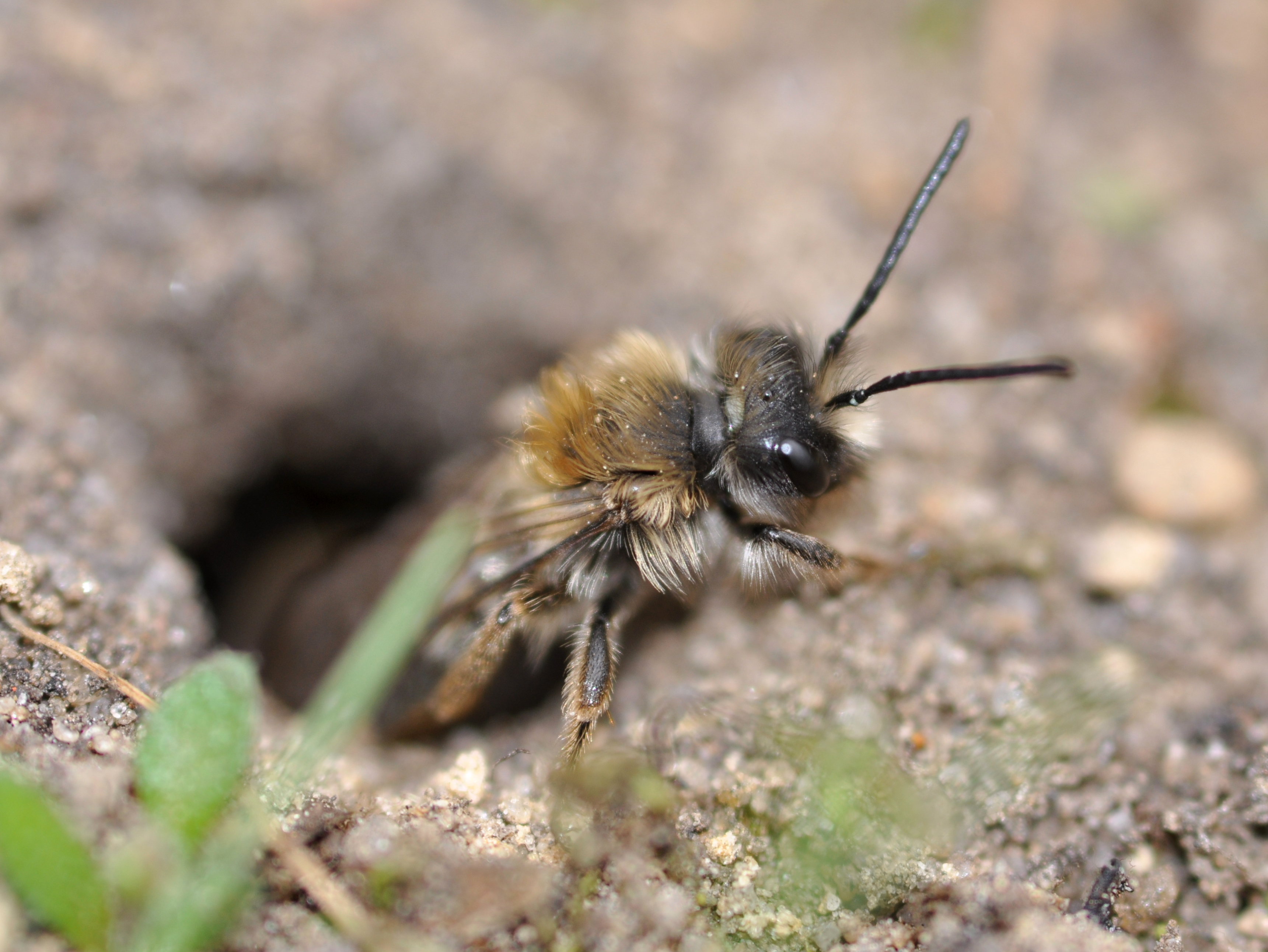
Samiec
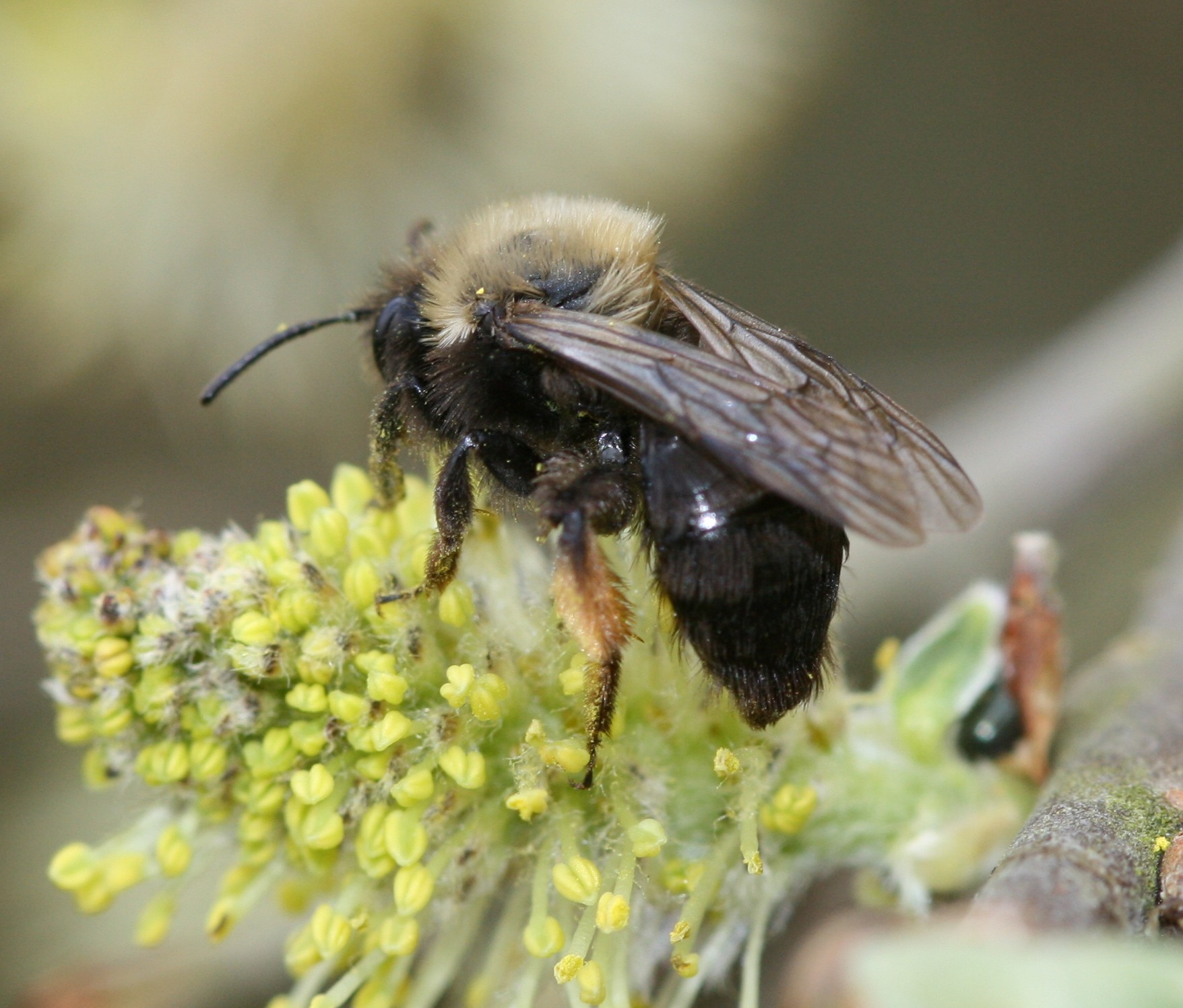
U starszych samic futerko na grzbiecie może być wypłowiałe niemal do koloru szarego, jak na zdjęciu